# Pedro Javier Torres
Pedro Javier Torres (* 31. Dezember 1960 in Córdoba) ist ein argentinischer Geistlicher und römisch-katholischer Bischof von Rafaela.

## Leben
Torres studierte zunächst an der Franziskanerhochschule und anschließend am Priesterseminar in Córdoba. An der Accademia Alfonsiana in Rom erwarb er ein Lizenziat in Moraltheologie. Am 6. Dezember 1984 empfing er durch den Erzbischof von Córdoba, Raúl Francisco Kardinal Primatesta, das Sakrament der Priesterweihe. Neben Tätigkeiten als Pfarrvikar und Pfarrer sowie als Dozent und Rektor des Priesterseminars in Córdoba war er Beauftragter für die Ökumene und die interreligiösen Beziehungen des Erzbistums.
Am 16. November 2013 ernannte ihn Papst Franziskus zum Titularbischof von Castellum in Numidia und zum Weihbischof in Córdoba. Die Bischofsweihe spendete ihm am 27. Dezember desselben Jahres der Erzbischof von Córdoba, Carlos José Ñáñez. Mitkonsekratoren waren der Altbischof von Villa María, José Ángel Rovai, und der Prälat von Humahuaca, Bischof Pedro María Olmedo Rivero.
Papst Franziskus bestellte ihn am 11. November 2022 zum Bischof von Rafaela. Die Amtseinführung erfolgte am 20. Dezember desselben Jahres.